# Burhan Belge
Hüseyin Burhanettin Daybelge (1899 - 12 janvier 1967) était une figure parmi les jeunes intellectuels pendant les premiers temps de la République de Turquie et a servi en tant que député de la province de Muğla au cours de la 11e législature à la Grande Assemblée nationale de Turquie. Burhan Asaf Belge est le père de l'éminent intellectuel turc Murat Belge et le premier mari de l'actrice Zsa Zsa Gábor (en 1937-41). Il était le beau-frère de Yakup Kadri Karaosmanoğlu.